# Krimpflatie
Krimpflatie is het verschijnsel waarbij een producent de inhoud van een product verkleint, maar deze kleinere hoeveelheid blijft aanbieden voor dezelfde of een hogere prijs. Het is een vorm van verhulde prijsverhoging. Het woord is een porte-manteauwoord, bestaande uit de woorden 'krimpen' en 'inflatie', vertaald van het Engelse woord shrinkflation. Het woord werd voor het eerst in 2015 gebruikt in een twitterbericht van de Amerikaanse econoom Pippa Malmgren. Volgens het Instituut voor de Nederlandse Taal werd de term krimpflatie voor het eerst in het Nederlands gebruikt in 2016.

## Vormen van krimpflatie
Naast het aanbieden van een kleinere hoeveelheid voor dezelfde prijs, komt het ook voor dat ook de prijs van een product wordt verlaagd, maar dat deze niet in verhouding staat met de inhoudsvermindering, waardoor de prijs per eenheid (bijvoorbeeld per kilogram) stijgt. In sommige gevallen worden de ingrediënten van een product aangepast, door bijvoorbeeld het toevoegen van water, waardoor het product voor de producent goedkoper is om te produceren. Dit wordt ook wel beknibbelflatie (skimpflation) genoemd.
Volgens experts is de consument gevoelig voor prijsstijgingen. Als zij zien dat de prijs van een product gestegen is, kunnen zij door een psychologische prijsdrempel geneigd zijn voor een ander product te kiezen. Het verkleinen van de verpakking, maar het behouden van de oude prijs lijkt dan voor de producent dan een goede oplossing. Krimpflatie kan gezien worden als een truc, anderzijds komt het tegemoet aan de klant die wegens de hogere prijs per eenheid (zoals kilogram of liter) minder wil aanschaffen (de prijselasticiteit van de vraag is meestal negatief).
Het verschijnsel bestaat al langer dan het woord krimpflatie. Zo zou in de jaren 1940 bij een prijsstijging van cacao in de VS snoepautomaten kleinere chocoladerepen zijn aangeboden, zodat met hetzelfde muntje een product kon worden aangeschaft. 

## Kritiek
In oktober 2022 opende de Nederlandse Consumentenbond het meldpunt ‘Eerlijk is eerlijk’ waar mensen gevallen van krimpflatie kunnen melden. De Consumentenbond deed een oproep aan fabrikanten om transparant te zijn over krimpflatie, maar volgens woordvoerder van supermarkt-belangenbehartiger Centraal Bureau Levensmiddelenhandel (CBL) Marc Wever voldoen de supermarkten aan de wettelijke eisen doordat zij de prijs duidelijk vermelden. Daarnaast is het aangeven van een prijsverandering volgens Wever niet verplicht. Van de ruim 1500 meldingen die de Consumentenbond tussen oktober 2022 en februari 2023 binnen kreeg, gingen er 900 over krimpflatie. Directeur van de Consumentenbond Sandra Molenaar vroeg de Autoriteit Consumenten & Markt om krimpflatie te toetsen aan Wet Oneerlijke Handelspraktijken.
Uit een consumentenonderzoek van het programma Radar gaf ruim 60% van de 25.902 ondervraagden aan in het afgelopen jaar te maken te hebben gehad met krimpflatie.
Organisatie Foodwatch introduceerde een protestmailactie waarin zij van producenten eisen dat zij transparant zijn over krimpflatie. Ook eisen zij dat supermarkten en webshops open communiceren over inhoudswijzigingen. In Frankrijk vroeg de minister van Financiën Bruno Le Maire in augustus 2023 aan Unilever, Nestlé en PepsiCo de prijzen van hun producten te verlagen om voedselinflatie tegen te gaan.
Vanaf september 2023 kaartte de Franse supermarktketen Carrefour krimpflatie aan door bordjes te plaatsen bij producten waarvan de inhoud van het product was verminderd, terwijl de prijs die de supermarkt aan de leverancier moest betalen gelijk was gebleven of zelfs was verhoogd. Journalist Lionel Maugain betichtte de supermarktketen vervolgens van hypocrisie, aangezien enkele eigen producten van Carrefour ook onderhevig zijn aan krimpflatie. Daarnaast was Maugain van mening dat krimpflatie geen groot probleem is: bij slechts 150 producten was er sprake van krimpflatie, terwijl de supermarkt tienduizenden producten verkoopt, aldus Maugain.

## Wetenswaardigheden
- In 2022 stond het woord 'krimpflatie' met 13,2% van de stemmen op de derde plaats bij de 'Woord van het jaar' verkiezing van Onze Taal.[15]